# بيترا دي سوتر

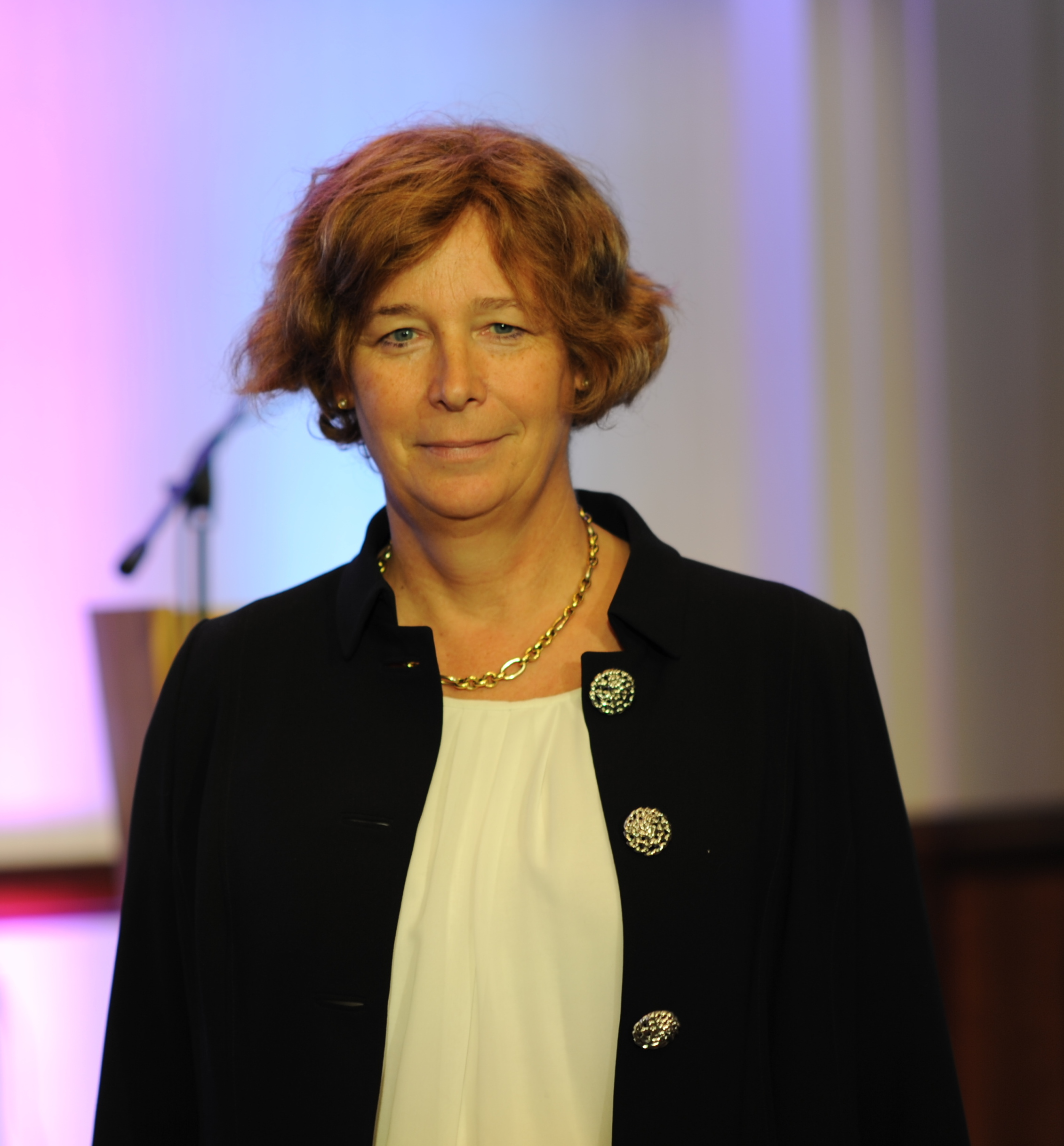
بيترا دي سوتر في أحد المؤتمرات.

بيترا دي سوتر (ولدت في 10 يونيو 1963) طبيبة نسائية وسياسية بلجيكية، تعمل حاليًا كنائب رئيس الوزراء الفيدرالي.
عضو في حزب Groen، وكانت عضوًا سابقًا في البرلمان الأوروبي من عام 2019 حتى عام 2020، عندما تم تعيينها نائبة لرئيس الوزراء مع مسؤولية الإشراف على الإدارة العامة والمؤسسات العامة في بلجيكا في حكومة ألكسندر دي كرو. وهي أول وزيرة عابرة جنسيًا في أوروبا.
قبل الدخول في السياسة، عملت كأستاذة في أمراض النساء بجامعة غينت، حيث عملت كرئيسة لقسم الطب التناسلي في مستشفى جامعة غينت (UZ Gent).

## النشأة والتعليم
ولدت دي سوتر في أودينارد، في مقاطعة فلاندرز الفلمنكية، عام 1963. تخرجت من جامعة غينت بدرجة الطب عام 1987 وحصلت على درجة الدكتوراه في الطب الحيوي عام 1991.

## المهنة الطبية
بعد تخرجها عام 1991، انتقلت دي سوتر إلى الولايات المتحدة، حيث أمضت عامين في دراسة علم وراثة البويضات في شيكاغو. في عام 1994 تخصصت في النسائية. في عام 2000، تم تعيينها أستاذة في الطب التناسلي في جامعة جينت. وفي عام 2006، تم تعيينها رئيسًا لقسم الطب التناسلي في مستشفى جينت الجامعي.

## الحياة السياسية

### عضو مجلس الشيوخ 2014-2019
في الانتخابات الأوروبية لعام 2014، احتلت دي سوتر المرتبة الثانية في قائمة حزب الخضر الفلمنكي. ومع ذلك، بالرغم حصول الحزب على الأصوات، فقد قبضته على مقعد ثانٍ إضافي. بعد ذلك تم اختيارها من قبل حزبها لشغل مقعد في مجلس الشيوخ البلجيكي. بصفتها امرأة عابرة جنسيًا، أصبحت أول بلجيكية عابرة جنسيًا يتم إدراجها في قائمة انتخابية للحزب.
بالإضافة إلى دورها في مجلس الشيوخ، عملت دي سوتر كعضو في الوفد البلجيكي إلى الجمعية البرلمانية لمجلس أوروبا من عام 2014 حتى عام 2019. بصفتها عضوًا في مجموعة الاشتراكيين والديمقراطيين والخضر، كانت عضوًا في لجنة الهجرة واللاجئين والمشردين؛ لجنة النظام الداخلي والحصانات والشؤون المؤسسية؛ اللجنة الفرعية للتكامل؛ واللجنة الفرعية المعنية بالصحة العامة والتنمية المستدامة؛ واللجنة الفرعية للأخلاقيات. وقد شغلت منصب مقرر الجمعية حول حقوق الأطفال فيما يتعلق بترتيبات تأجير الأرحام (2016)؛ بشأن استخدام التقنيات الوراثية الجديدة في البشر (2017) ؛ وحول ظروف استقبال اللاجئين والمهاجرين (2018).
منذ بداية عملها السياسي، عالجت دي سوتر قضايا مهمة: تنظيم تأجير الأرحام على المستوى البلجيكي والأوروبي، والبحوث السريرية المستقلة في صناعة الأدوية، ومخاطر منطقة التجارة الحرة عبر الأطلسي لحماية المستهلك من المواد الغذائية والمواد الكيميائية، والدفاع عن حقوق مجتمع الميم.

### عضو البرلمان الأوروبي 2019-2020
في 15 سبتمبر 2018، أُعلنت دي سة تر سعيها للترشيح كواحدة من المرشحين الرئيسيين للخضر الأوروبيين في انتخابات البرلمان الأوروبي لعام 2019، والتي سقطت في النهاية أمام الهولندي باس إيكهوت والألمانية سكا كيلر. بعد انضمامها إلى مجلس النواب، ترأست لجنة السوق الداخلية وحماية المستهلك. وكانت أول سياسية خضراء في هذا المنصب. وفي عام 2020، انضمت أيضًا إلى اللجنة الخاصة لمكافحة السرطان.
بالإضافة إلى مهامها في اللجان، كانت دي سوتر جزءًا من وفد البرلمان للعلاقات مع دول جنوب آسيا (بنغلاديش وبوتان وجزر المالديف ونيبال وباكستان وسريلانكا). كانت أيضًا عضوًا في البرلمان الأوروبي حول حقوق مجتمع الميم وشاركت في رئاسة مجموعة أعضاء البرلمان الأوروبي ضد السرطان.
في ديسمبر 2020، حصلت دي سوتر على جائزة العدل والمساواة بين الجنسين في حفل توزيع جوائز البرلمان الأوروبي السنوي لمجلة البرلمان، تقديراً لعملها كعضوة في البرلمان الأوروبي في مجال الحقوق الجنسية والإنجابية.

### نائب رئيس وزراء بلجيكا، 2020 حتى الآن
في 1 أكتوبر 2020، أدت دي سوتر اليمين الدستوري كواحدة من سبعة نواب لرئيس الوزراء في حكومة رئيس الوزراء ألكسندر دي كرو، لتصبح أول نائبة رئيس وزراء عابرة جنسيًا في أوروبا، وأحد أهم السياسيين العابرين جنسيًا في أوروبا.